# Vaso Borghese

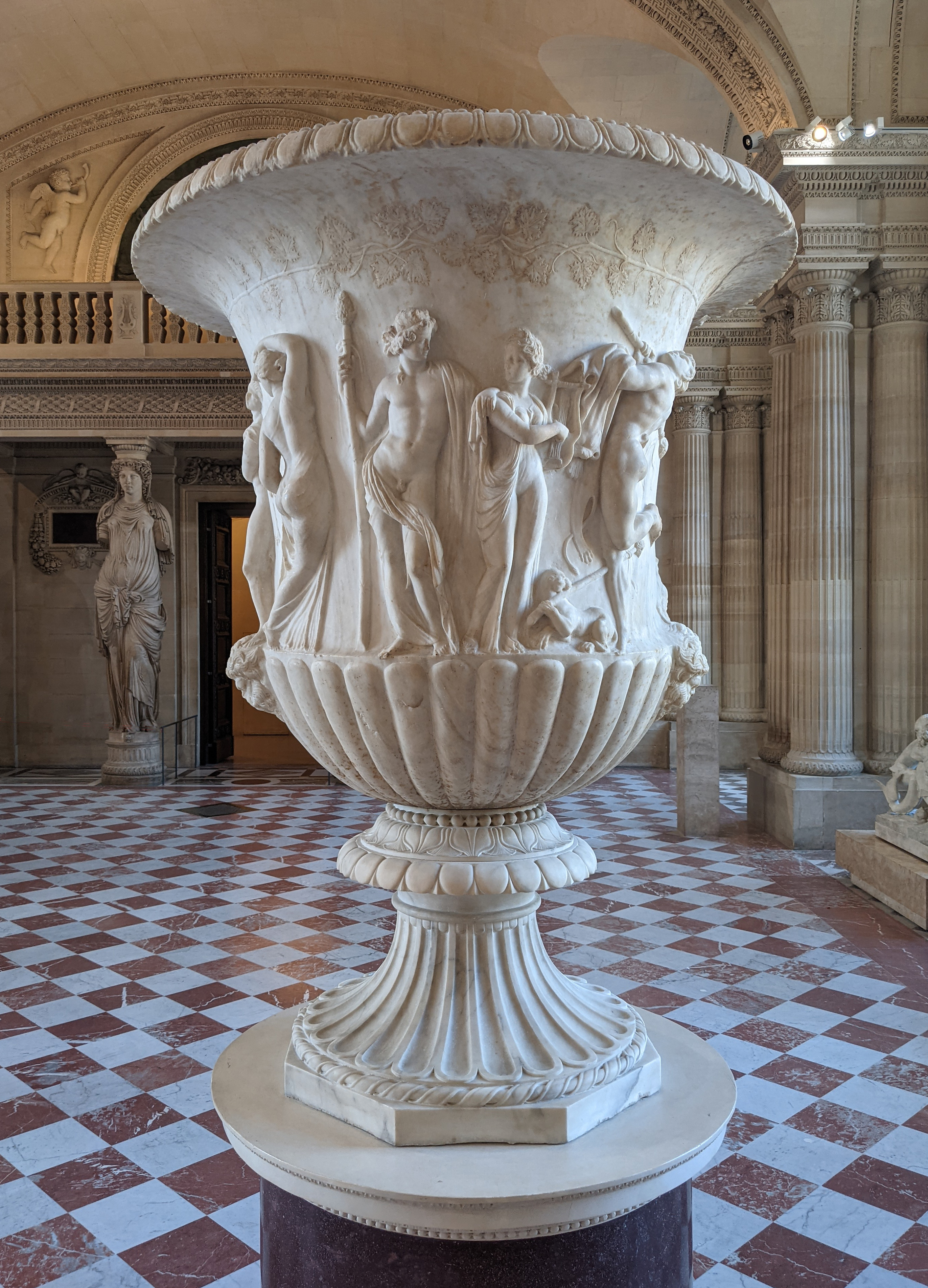
Il vaso Borghese nel Museo del Louvre

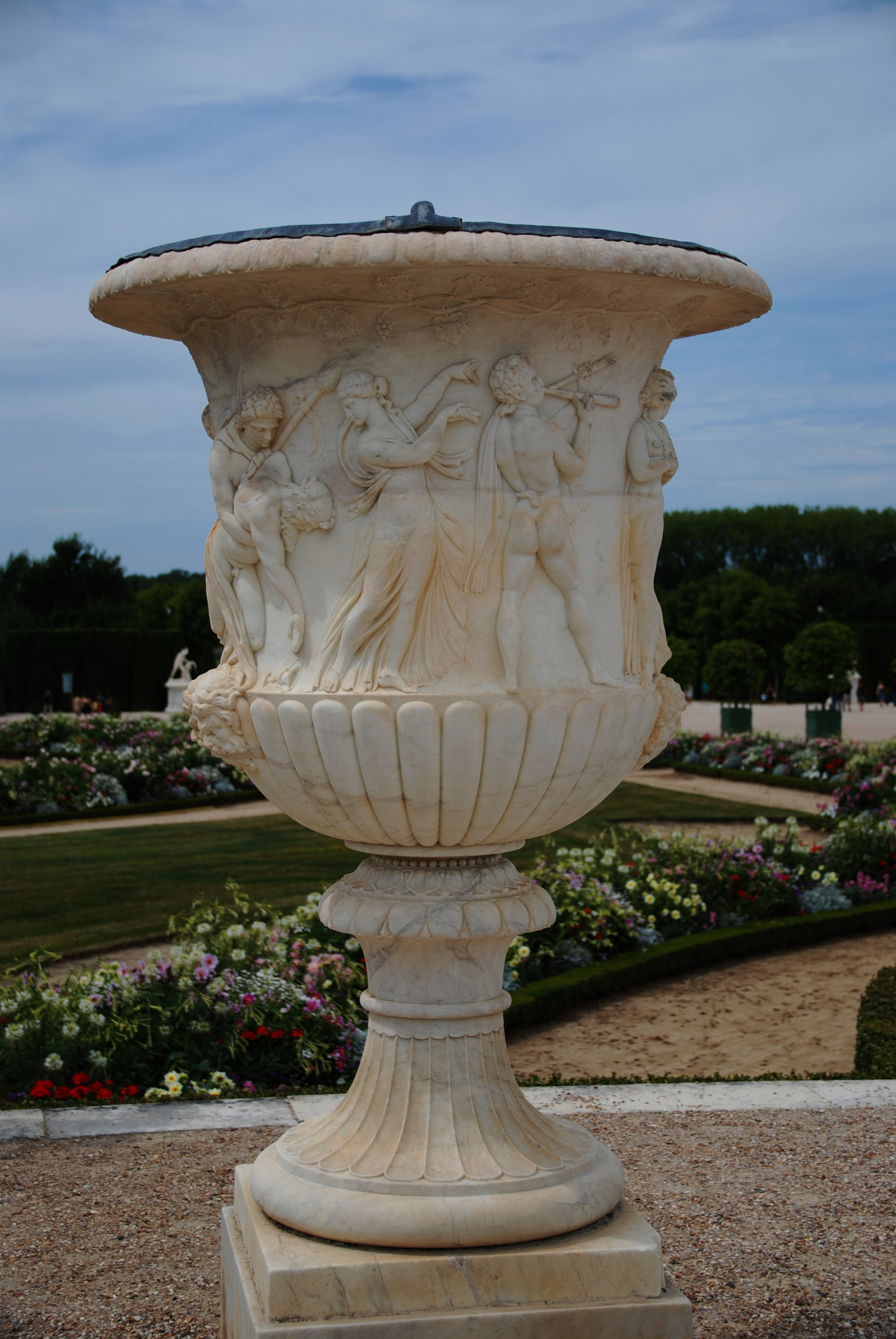
Copia del vaso Borghese nei giardini della reggia di Versailles

Il vaso Borghese è un monumentale cratere, scolpito ad Atene in marmo pentelico da un'officina neoattica nella seconda metà del I secolo a.C. come ornamento da giardino
Fu rinvenuto nel Cinquecento a Roma, negli Horti Sallustiani e fece parte della collezione Borghese. Oggi è esposto al museo del Louvre a Parigi.

## Descrizione
Il cratere è di dimensioni monumentali (alto 1,72 m e con un diametro di 1,35 m) e presenta una forma "a campana". Nella parte superiore concava del vaso presenta un fregio figurato a bassorilievo sormontate da due tralci di vite intrecciati sotto l'orlo rovesciato in fuori e decorato con un piatto kyma ionico e un astragalo. La parte inferiore convessa del vaso e il piede sono decorati con baccellature convesse e concave. Il piede poggia sopra un basso plinto ottagonale. Tra la parte concava e quella convessa del vaso si trovano coppie di teste di satiro, da cui si dipartivano le anse, oggi scomparse.
Il fregio raffigura un tiaso dionisiaco: con Dioniso, Arianna, satiri e, menadi che suonano strumenti e danzano. Uno dei satiri sorregge Sileno ubriaco.

## Storia
Il vaso appartiene alla produzione della scultura neoattica di Atene del I secolo a.C., realizzata per la ricca clientela romana ed è datato al 60-40 a.C.. Alla medesima produzione appartengono il più piccolo vaso Medici e due esemplari più antichi, rinvenuti frammentari tra i materiali trasportati da una nave naufragata a Mahdia.
Il vaso venne alla luce prima del 1569 nel giardino di Carlo Muti, che occupava gli antichi Horti Sallustiani ed entrò a far parte della collezione Borghese nel 1645, quando fu esposto nella villa Pinciana della famiglia.
Fu ampiamente ammirato e riprodotto in stampe e copie in vari materiali tra il Seicento e il Settecento.
Copie del vaso Borghese vennero realizzate in marmo come decorazione dei giardini di Versailles presso la fontana di Latona, in alabastro per Houghton Hall e in bronzo per Osterley Park. Calchi furono realizzati dallo scultore John Flaxman e per il ceramista Josiah Wedgwood.
Napoleone I lo acquistò nel 1807 insieme alla maggior parte della collezione Borghese dal cognato Camillo Borghese e alle altre opere oggetto di spoliazioni napoleoniche, in base ad una selezione operata da Ennio Quirino Visconti. A causa del blocco navale britannico le opere viaggiarono da Roma a Parigi via terra e poterono essere esposte nel Museo del Louvre solo a partire dal 1811.